# Ortsamt
Der Begriff Ortsamt bezeichnet in mehreren bundesdeutschen Städten öffentliche Dienststellen auf Stadtteil- oder Ortsteilebene, wobei ein Ortsamt auch für mehrere Stadtteile zuständig sein kann. Die Ortsämter werden jeweils von einem Ortsamtsleiter geführt.
Ortsämter gibt es nur in Bremen (seit 1946) und Rostock, früher auch in Hamburg (1943 bis 2007) und Dresden (1991 bis 2018).

## Bremen

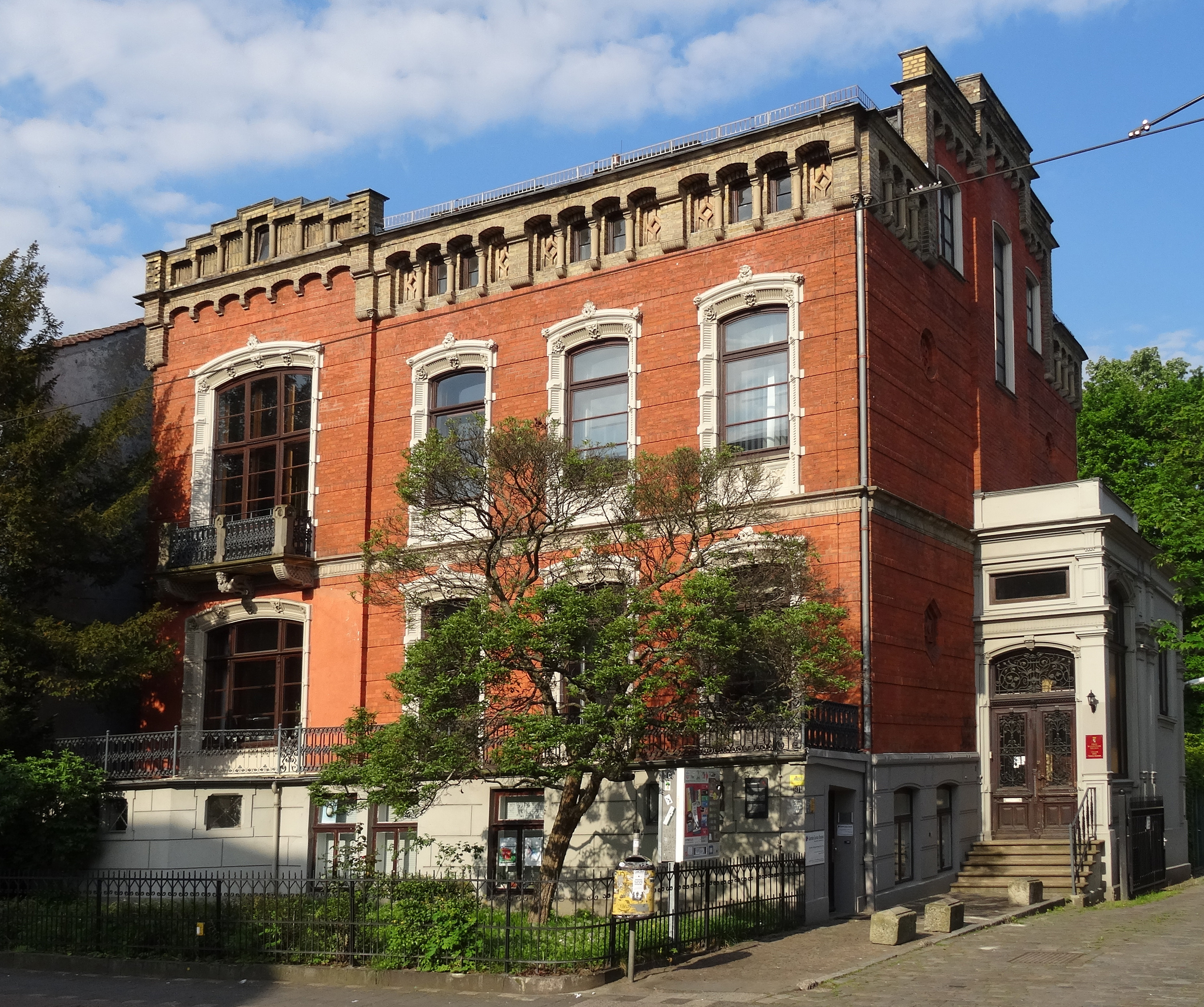
Die Villa Rutenberg ist in Bremen Sitz des Ortsamts Mitte/Östliche Vorstadt (2014)

In der Stadt Bremen ist das Ortsamt seit 1946 eine örtliche Verwaltungsbehörde. In Bremen gibt es 17 Ortsämter, die Aufgaben für die Stadt- oder Ortsteile eigenständig wahrnehmen.
Die stadtbremischen Ortsämter haben die Aufgabe, die bei ihnen wirkenden Beiräte bei der Erfüllung ihrer Aufgaben zu unterstützen und ihre Beschlüsse bei den Behörden zu vertreten. Auch andere Aufgaben, die örtlich erledigt werden können, können von den Behörden den Ortsämtern als Außenstelle übertragen werden.
Die Ortsamtsleiter/Ortsamtsleiterinnen werden von den jeweiligen Beiräten gewählt und vom Senat haupt- oder ehrenamtlich berufen.

## Rostock
In Rostock gibt es fünf Ortsämter, im Jahr 2006 waren es noch acht.

## Hamburg

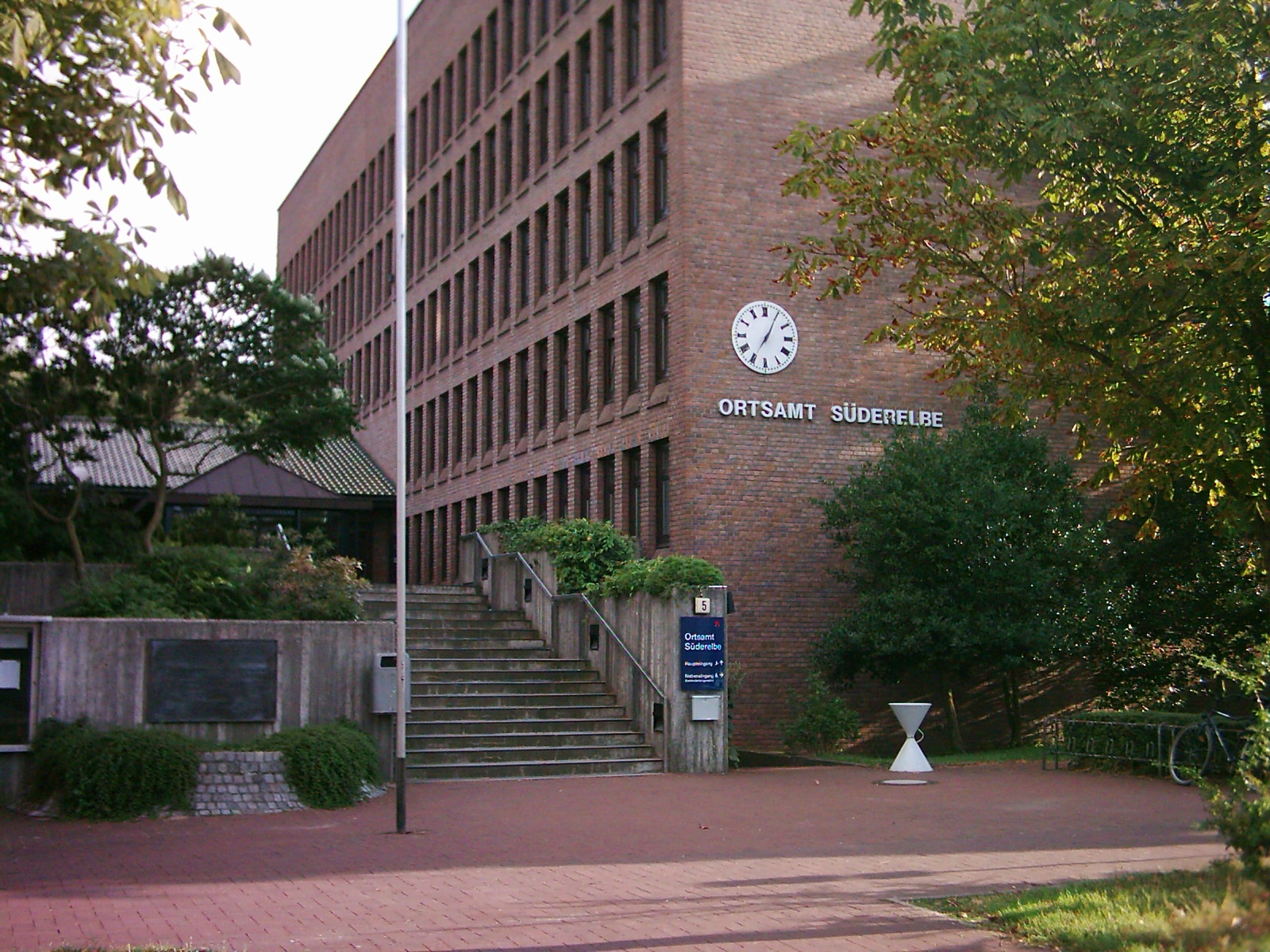
Verwaltung des Ortsamts Süderelbe in Hamburg-Neugraben-Fischbek (2006)

In Hamburg war das Ortsamt keine eigenständige Behörde, sondern eine dezentrale Dienststelle des Bezirksamts, die aus Gründen der Bürgernähe eingerichtet wurde. Zu jedem der Hamburger Ortsämter gab es einen Ortsausschuss, der gemäß den Wahlergebnissen des jeweiligen Bezirks besetzt wurde und den zuständigen Ortsamtsbereich abdeckte. In Hamburg gab es 15 Ortsämter (Stand: 2005). Zum 31. Januar 2007 wurden die Ortsämter in Hamburg abgeschafft.

## Dresden

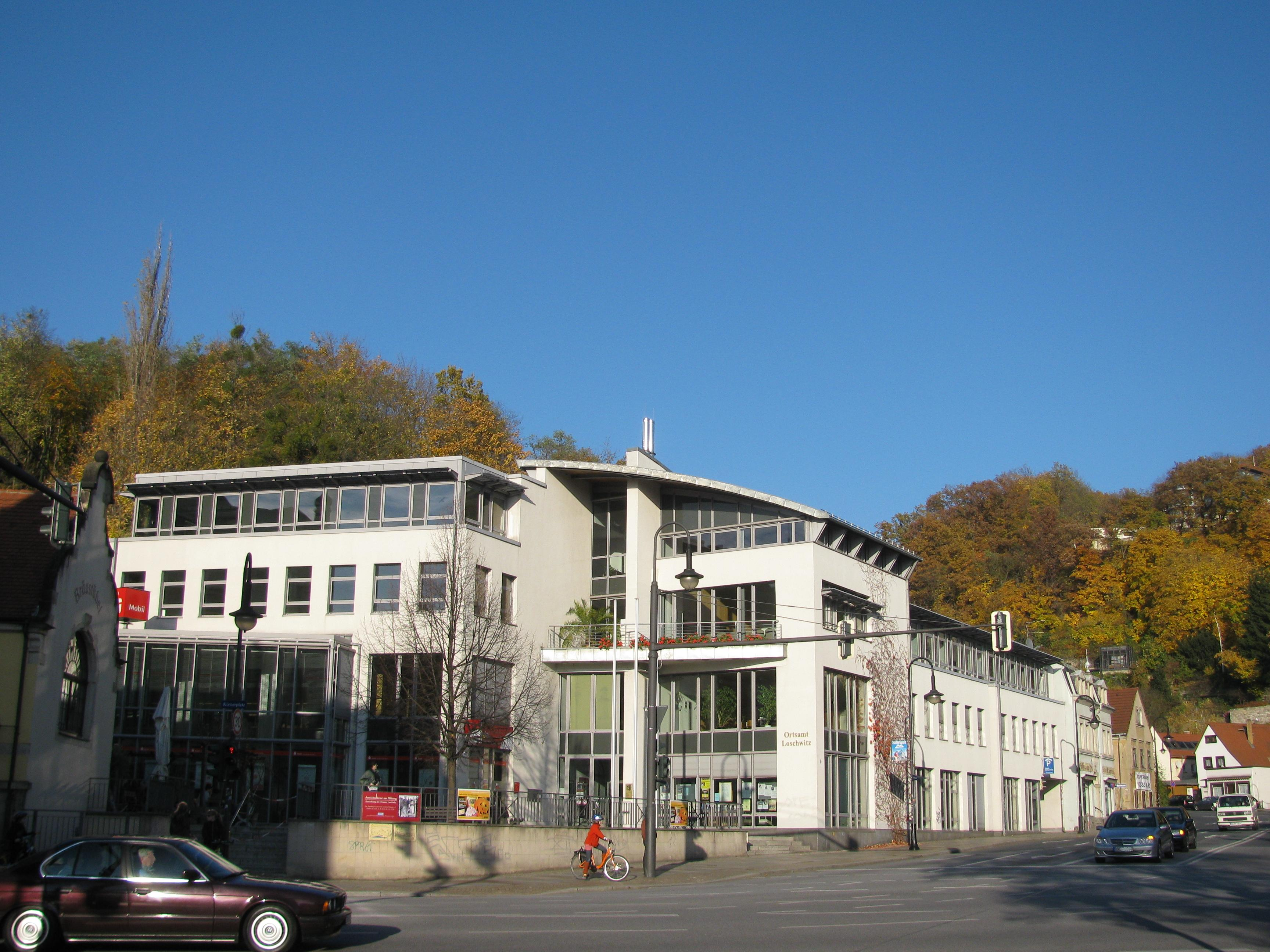
Verwaltung des Ortsamts Loschwitz in Dresden (2010)

Ähnlich wurde der Begriff in Hamburgs Partnerstadt Dresden verwandt. Gemäß der Gemeindeordnung des Freistaates Sachsens können in kreisfreien Städten Stadtbezirke als nachrangige Verwaltungsstellen eingerichtet werden. Da der Begriff „Stadtbezirk“ in der Zeit zwischen 1958 und 1991 für die Dresdner Stadtuntergliederungen bereits verwendet worden war, diese fünf Bezirke jedoch sehr große Räume abgedeckt hatten, wollte man bei der Neugliederung Dresdens in kleinere Unterteilungen, mit denen die Einwohner vor Ort sich besser identifizieren konnten, diesen als vorbelastet angesehenen Begriff nicht mehr verwenden. In Dresden gab es seit 1991 zehn Ortsämter. Später eingemeindete Ortsteile wurden zu Ortschaften zusammengefasst, die gegenüber Ortsämtern über weiterreichende Befugnisse verfügen. Im September 2018 wurden die Ortsämter in Stadtbezirksämter umbenannt; aus den Ortsamtsbereichen wurden entsprechend Stadtbezirke. Eine Auflistung bietet die Liste der Stadtbezirke und Ortschaften in Dresden.